# Ryan McCartan
Pour les articles homonymes, voir McCartan.
Ryan McCartan, né le 14 juin 1993 dans le Minnesota, aux États-Unis, est un acteur et chanteur américain.
Connu à la télévision dans la série Liv et Maddie (2013-2017) et le téléfilm The Rocky Horror Picture Show (2016), il s'active au théâtre d'abord avec la troupe originale et Off-Broadway de Heathers: The Musical (2013-2014) puis pour des productions à Broadway comme Wicked (2018-2019) et La Reine des neiges (2020).
Également chanteur, il a formé avec son ex-fiancée Dove Cameron le duo The Girl and the Dreamcatcher, entre 2015 et 2016. Par la suite, il publie en solo deux EP : The Opposite, en 2018 et Seventh Avenue, en 2019.

## Biographie

### Enfance
Il est fils de Pam et Conn McCartan, et vit avec sa sœur. Son père fut le principal de l'école Eden Prairie High School, qui s'est tiré du poste en 2018. Il est diabétique depuis l'âge de six ans.
Ayant grandi dans l'état de Minnesota, il a étudié dans un lycée de la ville où il pratique activement le théâtre. Il révèle être victime d'un harcèlement sexuel de son professeur de théâtre lorsqu'il avait douze ans.

### Carrière

#### Début télévisuel
Après des seconds rôles dans les séries The Middles et Monday Morning, il tient un rôle régulier dans la série Liv et Maddie, en interprétant Diggie Small, le petit ami de Maddie. Après un succès d'avant première, la série est officiellement lancée le 15 septembre 2013.
Parallèlement, il participe au production théâtrale de Heather:The Musical, adaptée du film Fatal Game (Heather) pour interpréter Jason"J.D"Dean et qui s'est déroulée à Los Angeles. Avec ce rôle originellement interprété par Christian Slater, il fait partie pour la première fois de la distribution originale d'une production théâtrale. À la suite de son succès, la production a été transférée en off-Broadway pour plusieurs représentations jusqu'en 2014, lui permettant de faire ses débuts en off-Broadway. Quelques mois après il joue un rôle récurrent dans la série Royal Pains.
En septembre 2015, il est à l'affiche de deux productions : Summer Forever, une comédie musicale aux côtés de Megan Nicole et Alyson Stoner, et Monsterville : Le Couloir des horreurs, un film sorti directement en vidéo. Le même mois, il est annoncé qu'il a formé avec sa petite amie depuis août 2013, l'actrice et chanteuse Dove Cameron, le duo The Girl and the Dreamcacther puis ils sortent leur premier single, Written in the Star, en octobre et préparent leur album. Après avoir réalisé plusieurs single, le duo annonce la sortie de leur premier EP Negative pour le 19 juillet 2016. Mais à la suite de la séparation du couple, le duo s'est décliné.
En 2016, il joue dans le film sorti directement en vidéo La chance d'une vie puis il intervient dans les salles américaines en jouant le premier rôle masculin aux côtés de Olivia Holt dans le film The Standoff. La même année, il joue aux côtés de Laverne Cox et Victoria Justice dans le téléfilm de la chaîne Fox, The Rocky Horror Picture Show: Let's Do the Time Warp Again, un hommage au film du même nom et dans lequel il interprète le rôle de Barry Bostwick dans le film original, Brad Majors. Malgré son record d'audience, le téléfilm est cependant mal accueilli par la presse.
Après la quatrième et dernière saison de la série Liv et Maddie, il intervient en tant que guest-star dans la série Midnight, Texas et apparait de façon récurrente dans la série Freakish. Dans cette série horrifique du service Hulu, il joue Olivier Keller durant la seconde saison.

#### Passage à Broadway
Le 18 mai 2018, il sort son premier EP en tant qu'artiste solo intitulé The Opposite et contient cinq chansons (I Don't Care, He Don't Know You, Obey, How Did We Up Here, Changed My Mind) puis en août 2018, il fait ses débuts en Broadway dans le rôle de Fyeiro pour une représentation de la célèbre comédie musicale de Stephen Schwartz, Wicked, dans un théâtre à New York. La performance finale de l'acteur pour cette comédie musicale se termine en mai 2019.
En 2018, il porte le court-métrage dramatique The Forbidden Cure, qu'il produit également. Toujours en travaillant dans des productions théâtrales, il tient le premier rôle d'Eddie Corbin dans une nouvelle comédie musicale Mutt House. Il a également joué dans la production d'Aspen Music Festival and School pour un concert de la comédie musicale South Pacific, dans le rôle de Lieutenant Joseph "Joe" Cable.
En septembre 2019, il commence la performance de l'adaptation en comédie musicale du film culte Scotland, Pa., qui se joue en Off-Broadway en interprétant le rôle de Joe McBeth. Il publie ensuite son deuxième EP, Seventh Avenue, qui contient quatre chanson (Do It Like Me; Acting Like You Don't; Walk Away et Over It) sorti le 20 septembre 2019. Deux mois plus tard, il fait son premier concert en solo pour le Fienstein/54 Below où il reprend des chansons qu'il a interprétée dans l'une de ses comédiens musicales.
Début 2020, il fait son retour en Broadway au St. James Theatre pour succéder au rôle de Hans à partir du Février 2020 dans la comédie musicale Frozen. Il s'agit de l'adaptation du célèbre classique de Walt Disney Pictures, La Reine des neiges, avec la musique de Kristen Anderson-Lopez et Robert Lopez. À cause de la pandémie de Covid-19, tous les spectacles, dont celui de Frozen, sont suspendus et reportés à une date indéfinie.

### Vie privée
Depuis octobre 2017, il est en couple avec la youtubeuse Samantha Fekete.
D'août 2013 en octobre 2016, Ryan McCartan était en couple avec l'actrice et chanteuse Dove Cameron, qu'il a rencontrée sur le tournage de la série Liv et Maddie. Le couple formait un duo The Girl and the Dreamcacther, entre 2015 et 2016.
Le 15 avril 2016, Ryan annonce les fiançailles du couple sur son compte Instagram; mais annonce six mois plus tard, soit en octobre 2016, leur séparation sur les réseaux sociaux. Il a d'ailleurs composé son premier EP en hommage à leur séparation.

## Filmographie

### Cinéma
- 2015 : Summer Forever (en) de Roman White : Liam
- 2015 : La Chance d'une vie (Emma's Chance) d'Anna Elizabeth James : Jacob Murphy
- 2016 : The Standoff d'Ilyssa Goodman : Farrell Bennett
- 2021 : The F*** Happened de Tony E. Valenzuela : Scotty Ransford

### Télévision
- 2013 : The Middle : Ryan (saison 4, épisode 15)
- 2013 : Monday Mornings : Daniel (épisode 5)
- 2013-2017 : Liv et Maddie : Diggie Smalls (rôle récurrent-26 épisode)
- 2014 : C'est moi le chef ! (Last Man Standing) : Matt (saison 3, épisode 15)
- 2014 : Royal Pains : William"Cinco" Phipps (rôle récurrent-5 épisode)
- 2015 : Austin et Ally : Billie (saison 4, épisode 6)
- 2015 : Monsterville : Le Couloir des horreurs (R.L. Stine's Monsterville : The Cabinet of Souls) de Peter DeLuise : Hunter (téléfilm)
- 2016 : The Rocky Horror Picture Show: Let's Do the Time Warp Again : Brad Majors (téléfilm)
- 2017 : Midnight, Texas : Jeremy (saison 1, épisode 9)
- 2017 : Freakish : Olivier (rôle récurrent-5 épisode)
- 2018 : Love Daily : Dylan (1 épisode)
- 2018-2019 : Princess Rap Battle : Mad Hatter

## Théâtre
- 2013-2014 : Heathers: The Musical : Jason"J.D" Dean
  - 2013 : production original à Los Angeles
  - 2014 : production off-Broadway
- 2018 : Mutt House : Eddie Corbin (distribution originale)
- 2018-2019 : Wicked : Fiyero (Broadway)
- 2019 : South Pacific : Lieutenant Joe Cable (représentation d'Aspen Music Festival and School)
- 2019 : Scotland, Pa : Joe McBeth (distribution Off-Broadway originale)
- 2020 : Frozen : Hans (Broadway)

## Discographie

### Bande originale
- 2014 : Heather : The Musical-World Premire Cast Recording : 9 chansons
- 2015 : Summer Forever (Original Soundtracks) : 3 chansons
- 2016 : The Rocky Horror Picture Show: Let's Do the Time Warp Again Complete soundtrack from the Fox television broadcast : 7 chansons

### Avec The Girl and the Dreamcatcher

#### EP's
- 2016 : Negative

#### Single
- 2015 :
  - Written in the Stars
  - All I Want for Christmas Is You
  - Have Yourself a Merry Little Christmas
- 2016 :
  - Glowing in the Dark
  - Make You Stay
  - Someone You Like

## Voix francophones
- Olivier Prémel (Belgique) dans (les séries télévisées) :
  - Liv et Maddie
  - Austin et Ally

Et aussi
- Emmanuel Garijo dans Royal Pains[22] (série télévisée)
- Paolo Domingo dans Monsterville : Le Couloir des horreurs[23]
- Aurélien Raynal dans The Winchesters[23] (série télévisée)